# Ougrée
Ougrée (en való Ougreye) és un nucli del municipi de Seraing, a la província de Lieja de la regió valona de Bèlgica, situada al marge dret del Mosa. Abans la reorganització administrativa de 1976 era un municipi independent. Des de l'1 de gener del 1977 el barri de Sclessin, al marge esquerre del riu va fusionar amb la ciutat de Lieja, i Ougrée amb Seraing.

## Història

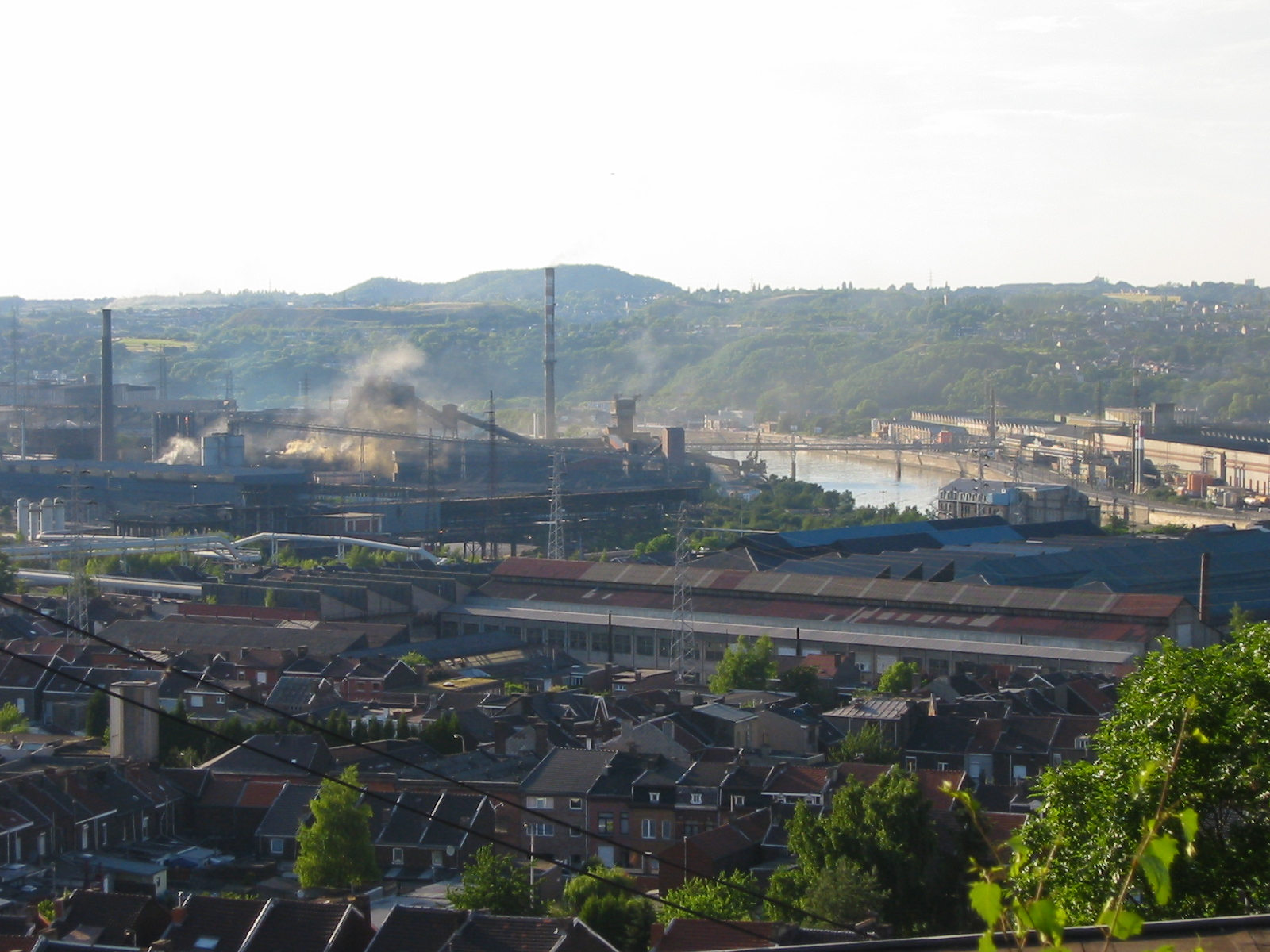
Panorama amb l'antiga coqueria de Cockerill.

Des del segle IX i fins a l'ocupació i annexió a França a la fi del segle xvii era un exclavat del Principat de Stavelot-Malmedy. El poble rural a l'inici del segle xix es va desenvolupar en suburbi industrial, quan Carles Hubert Quirini-Goreux el 1809 va crear una foneria que més tard va esdevenir la Fabrique de Fer d'Ougrée i John Cockerill hi va explotar mines de carbó, dos alts forns, tancats definitivament el 2005 La coqueria creada per Cockerill, darrera testimoni d'un passat d'indústria pesant, va tancar a la fi de juny del 2014.
Després d'un segle i mig d'indústria pesant, i pol·luint, després del dol per al tancament, el poble cerca una nova vida, més verd, sense negar el seu patrimoni industrial. S'espera molt de la reobertura de l'antiga llínia ferroviària de mercaderies 125a com a línia de rodalia i integrar el barri dins de la zona metropolitana de Lieja.

## Monuments i curiositats
- El antics «Tallers centrals» (Ateliers Centraux) de Cockerill
- La sala d'espectacles de Trasenster

## Fills i filles predilectes d'Ougrée
- Gilbert Bodart (1962), futbolista
- Claude Eerdekens (1948), polític
- Michaël Goossens (1973), futbolista
- Laurette Onkelinx (1958), política
- Michel Preud'homme (1959), futbolista, entrenador